# Cerasus syodoi
Cerasus syodoi là loài thực vật có hoa trong họ Hoa hồng. Loài này được (Nakai) H. Ohba mô tả khoa học đầu tiên năm 1992.